# Higany(II)-klorid
A higany(II)-klorid (vagy szublimát, INN: 	mercuric chloride) a higany klórral alkotott egyik vegyülete (a higany oxidációs száma +2). Képlete HgCl2. Színtelen, rombos kristályokat alkot. Por alakjában fehér színű. Könnyen szublimál. A higany(II)-klorid gőzei erősebb hűtés hatására közvetlenül szilárd anyaggá alakulnak. Vízben oldható, különösen forró vízben oldódik jól. (100 g víz 20 °C-on 6,6 g, 100 °C-on 54 g higany(II)-kloridot old.) Feloldódik glicerinben is. A vizes oldatának íze fémes, fanyar. A vizes oldatának kémhatása hidrolízis miatt savas. Gáz halmazállapotban lineáris szerkezetű molekulákat alkot. Erős méreg.

## Kémiai tulajdonságai
A higany(II)-klorid vizes oldata savas kémhatású, de nátrium-klorid hozzáadásakor semleges kémhatásúvá válik. Ekkor ugyanis egy olyan komplex higanyvegyület képződik, amely nem hidrolizál.
{\displaystyle \mathrm {HgCl_{2}+2\ NaCl\rightarrow Na_{2}HgCl_{4}} }
A vegyület vizes oldatát a magnéziumpor redukálja, higany válik ki. Más, a higanynál pozitívabb fémek (például réz, vas, nikkel) is higanyt tesznek szabaddá a higany(II)-klorid oldatból. Emiatt az oldatba mártott rézlemezen ezüstfehér bevonat alakul ki.
Hg2+ + Mg → Mg2+ + Hg
Hg2+ + Cu → Cu2+ + Hg
Hg2+ + Fe → Fe2+ + Hg
Hg2+ + Ni → Ni2+ + Hg
Ammónium-hidroxid hatására higany(II)-amido-kloriddá alakul. Fény hatására bomlik.

## Élettani hatása
A higany(II)-klorid erős méreg, már 0,1-0,5 g-ja is halálos lehet. Heveny mérgezést okoz a gyomorba jutva, a gőzeinek ismételt belégzése idült mérgezést vált ki. Az idült mérgezés tünetei a kellemetlen szájíz, a szárazság-érzés, a nyálkahártyák gyulladása és emésztési panaszok. Hat az idegrendszerre is, remegni kezd a szemhéj, az ajkak, a kéz és később az egész test, beszédbeli és járásbeli nehézségeket okoz.

## Előállítása
A higany(II)-kloridot higany(II)-szulfátból és konyhasóból állítják elő. A keveréket üvegedényben szublimáltatják, a higany(II)-klorid az edény hidegebb részein szilárdul meg,a mellette keletkező nátrium-szulfát az edény alján marad vissza.
{\displaystyle \mathrm {HgSO_{4}+2\ NaCl\rightarrow HgCl_{2}+Na_{2}SO_{4}} }

## Felhasználása
A higany(II)-klorid oldatot korábban fertőtlenítőszerként használták. Nem alkalmas fémeszközök fertőtlenítésére, mert oldja a higanynál negatívabb standardpotenciálú fémeket.